# Wald-Bergminze
Die Wald-Bergminze (Clinopodium menthifolium), auch Edel-Bergminze oder Aufsteigende Bergminze genannt, ist eine Pflanzenart aus der Gattung Bergminzen (Clinopodium) in der Familie der Lippenblütler (Lamiaceae). Sie ist von Europa über den Kaukasusraum und Kleinasien bis Nordafrika verbreitet.

## Beschreibung

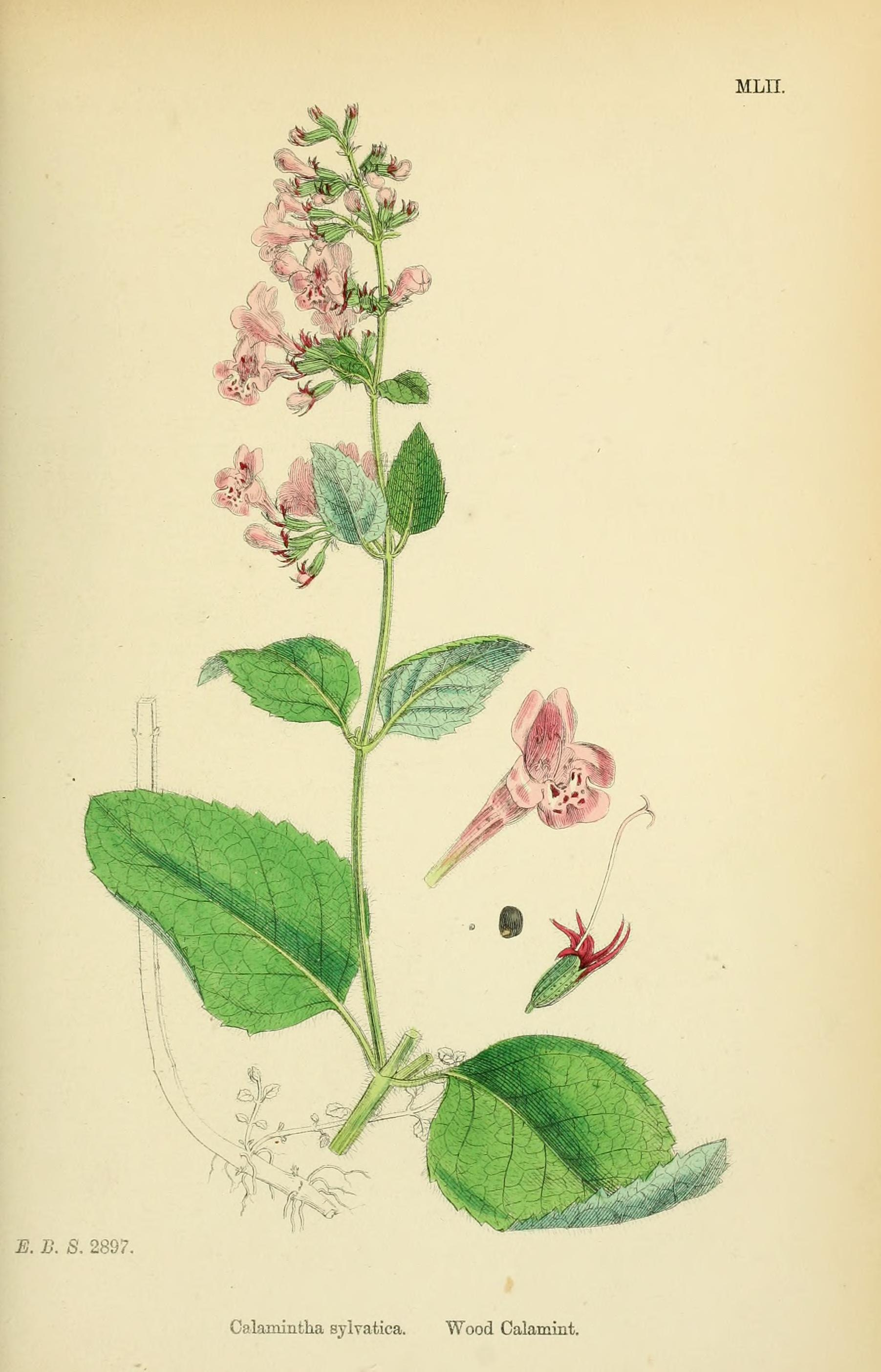
Illustration aus English Botany oder Coloured figures of British plants, 1863

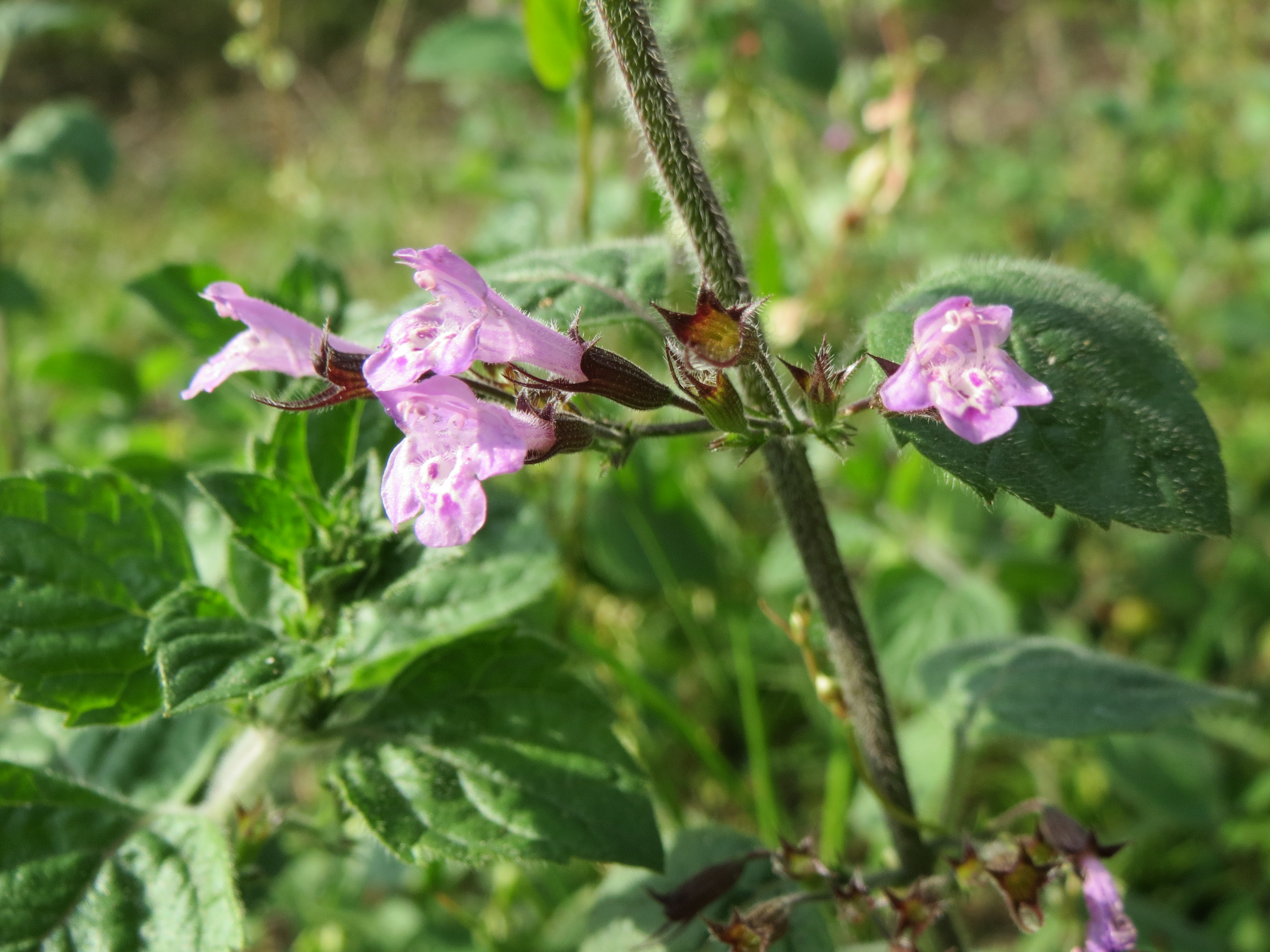
Scheinquirl mit zygomorpen Blüten

An einem Pflanzenexemplar treten neben gewöhnlichen Zwitterblüten meist auch wesentlich kleinere weibliche Blüten auf. Die vertrockneten Stängel bleiben oft über Winter stehen und können selbst in diesem Zustand anhand der typischen Kelchform erkannt werden.

### Vegetative Merkmale
Die Wald-Bergminze wächst als ausdauernde krautige Pflanze und erreicht Wuchshöhen von 40 bis 80 Zentimetern. Die mäßig bis stark behaarten Stängel sind wenig verzweigt. Die Pflanzenteile besitzen einen aromatischen Geruch.
Die gegenständig am Stängel angeordneten Laubblätter sind in langen Blattstiel und Blattspreite gegliedert. Die Blattspreite ist eiförmig und der Blattrand ist gesägt. 

### Generative Merkmale
Meist drei bis sieben (ein bis neun) Blüten stehen in Scheinquirlen zusammen, von denen mehrere übereinander angeordnet sind. Der Stiel der mittleren Blüten ist 0,7 bis 2 Millimeter lang.
Die zwittrigen Blüten sind bei einer Länge von 10 bis 22 Millimetern zygomorph und fünfzählig mit doppelter Blütenhülle. Die Kelchblätter sind 7 bis 9 (bis zu 10) Millimeter lang und die unteren Kelchzähne sind deutlich länger als die oberen. Die Kronblätter sind lebhaft violett.

### Chromosomensatz
Die Chromosomenzahl beträgt 2n = 24.

## Vorkommen
Das weite Verbreitungsgebiet von Clinopodium menthifolium erstreckt sich vom südlichen Vereinigten Königreich über Frankreich (inklusive Korsika), der Schweiz, Italien (inklusive Sizilien), Österreich, Ungarn, Serbien, Rumänien, Albanien, Bulgarien, Griechenland, Aserbaidschan, Georgien, Ciskaucasien, Dagestan, Ukraine, Türkei, bis zum nördlichen Iran, Libanon und ins nördliche Algerien. Die Wald-Bergminze ist in Mittel- und Südeuropa verbreitet. Man findet sie im Süden vor allem in den Gebirgen und eher an feuchten Standorten, in Mitteleuropa vor allem in wärmebegünstigten Lagen mit subatlantischem Klima. Die nördliche Verbreitungsgrenze reicht von Südengland über Belgien zum Siebengebirge, entlang des Mittelrheins zum Rhein-Main-Gebiet, den Main aufwärts bis Nordbayern. In Thüringen sehr selten im Werratal bei Eisenach und Jena. Der Arealrand erstreckt sich von Würzburg über Tauber-, Jagst- und Kochertal durch Baden-Württemberg zur Schwäbischen Alb und zum Bodensee, von dort weiter über Österreich, Tschechien und die Slowakei bis zu den Karpaten.
Die Wald-Bergminze besiedelt Steinschutt, Felsen, Mauern, Wegränder und Gebüschränder. Sie gedeiht eher auf trockenen, basischen, kalkreichen Stein- oder Felsböden an warmen, sonnigen Standorten. Sie ist eine Pionierpflanze, besonders in Weinbaugebieten. Sie ist in Mitteleuropa eine Charakterart des Verbands Quercion pubescenti-petraeae, kommt aber auch in Pflanzengesellschaften des Verbands Geranion sanguinei oder in lichten Fagetalia-Gesellschaften vor.

## Systematik
Die Erstbeschreibung erfolgte 1831 unter dem Namen (Basionym) Calamintha menthifolia durch Nicolaus Thomas Host in Flora Austriaca. Viennae, 2, Seite 129. Das Artepitheton menthifolia bedeutet „minzenblättrig“. Sie wurde 1989 unter dem Namen Clinopodium menthifolium durch Clive Anthony Stace in New combinations in the British and Irish flora. in Short Notes in Watsonia, Volume 17, Issue 4, Seite 443 in die Gattung Clinopodium gestellt. Weitere Synonyme für Clinopodium menthifolium (Host) Stace sind: Calamintha officinalis auct., Satureja calamintha auct., Satureja menthifolia (Host) Fritsch, Calamintha montana subsp. menthifolia (Host) Dostál, Calamintha officinalis var. menthifolia (Host) Rchb. f., Calamintha officinalis f. menthifolia (Host) Hayek.

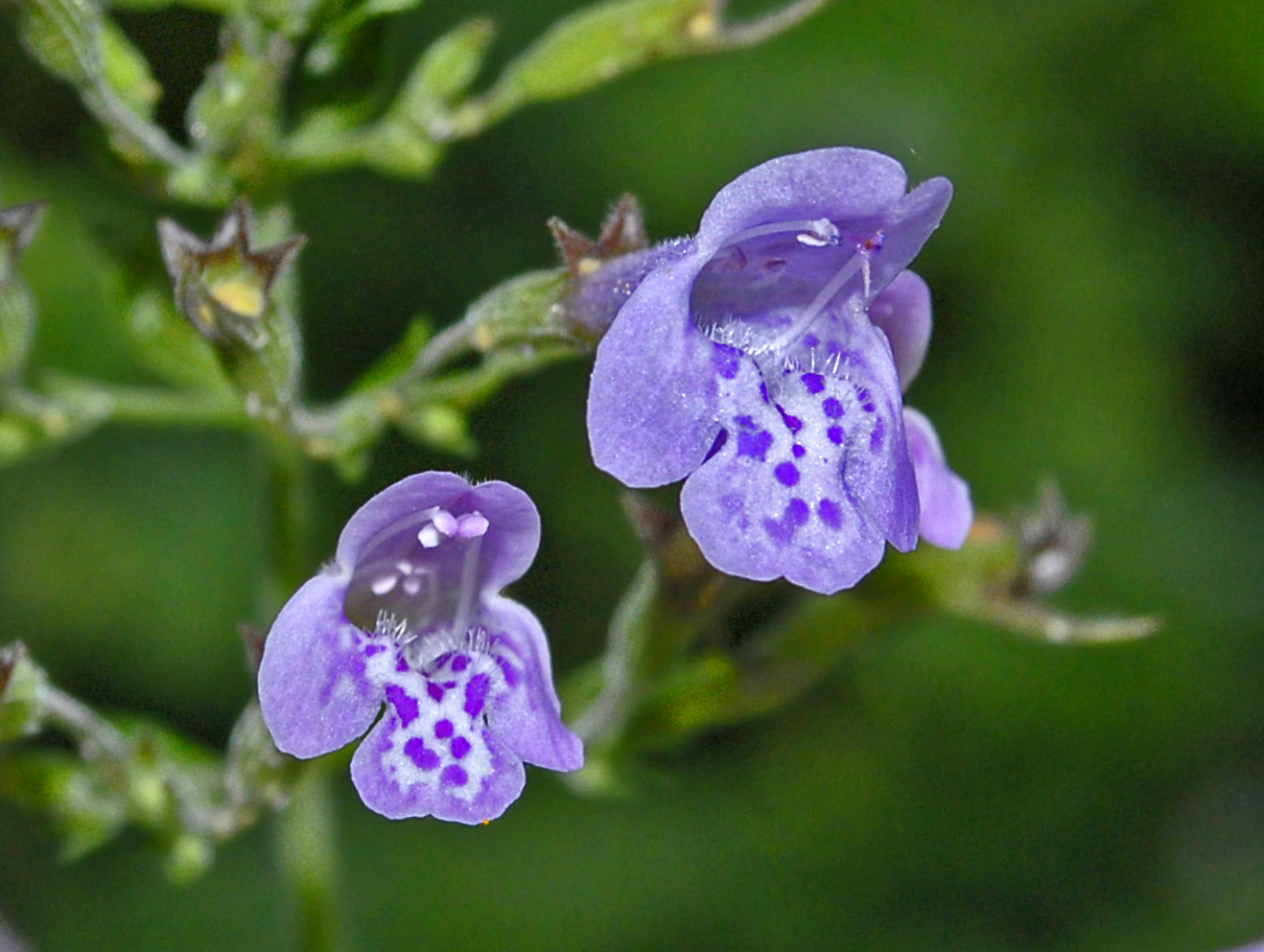
Zygomorphe Blüten von Clinopodium menthifolium subsp. ascendens

Unterarten von Clinopodium menthifolium sind:
- Clinopodium menthifolium (Host) Stace subsp. menthifolium (Syn.: Calamintha sylvatica Bromf., Satureja sylvatica (Bromf.) K.Malý, Calamintha menthifolia subsp. sylvatica (Bromf.) Menitsky, Calamintha nepeta subsp. sylvatica (Bromf.) R.Morales, Satureja calamintha subsp. montana Cout., Calamintha menthifolia var. sylvatica (Bromf.) Menitsky, Calamintha officinalis var. sylvatica (Bromf.) Nyman, Satureja sylvatica var. boveana K.Malý, Calamintha officinalis f. boveana (K. Malý) Hayek, Calamintha sylvatica f. boveana (K. Malý) Šilic): Sie kommt im Mittelmeerraum vor.[6]
- Clinopodium menthifolium subsp. ascendens (Jord.) Govaerts (Syn.: Calamintha ascendens Jord., Clinopodium ascendens (Jord.) Samp., Satureja ascendens (Jord.) K.Malý, Calamintha officinalis subsp. ascendens (Jord.) Mateo, Calamintha sylvatica subsp. ascendens (Jord.) P.W.Ball, Satureja calamintha subsp. ascendens (Jord.) Briq., Satureja sylvatica subsp. ascendens (Jord.) R.L.Taylor & MacBryde, Satureja calamintha var. ascendens (Jord.) Briq., Calamintha fenzlii Vis., Calamintha intermedia (Baumg.) Heinr.Braun, Melissa intermedia Baumg., Satureja fenzlii (Vis.) K.Malý, Satureja intermedia (Baumg.) Heinr.Braun): Sie kommt von Europa bis zur Türkei und in Makaronesien vor.[6] Die ökologischen Zeigerwerte nach Landolt et al. 2010 sind für diese Unterart in der Schweiz: Feuchtezahl F = 2 (mäßig trocken), Lichtzahl L = 3 (halbschattig), Reaktionszahl R = 3 (schwach sauer bis neutral), Temperaturzahl T = 4+ (warm-kollin), Nährstoffzahl N = 3 (mäßig nährstoffarm bis mäßig nährstoffreich), Kontinentalitätszahl K = 2 (subozeanisch).[7]
- Clinopodium menthifolium subsp. hirtum (Briq.) Govaerts (Syn.: Satureja calamintha var. hirta Briq., Calamintha hirta (Briq.) Hayek, Satureja sancta Greuter & Burdet, Satureja calamintha var. hirta Briq.): Sie kommt in Griechenland vor.[6]